# Aeroport d'Inezgane
L'aeroport d'Inezgane o aeroport d'Agadir Inezgane (àrab: مطار أكادير إنزكان, maṭār Agādīr Inzgān) (codi OACI: GMAA) és un aeroport a Agadir, la capital de la regió de Souss-Massa al Marroc. L'aeroport és situat a aproximadament 14 km (9 mi) al nord-oest de l'aeroport d'Agadir-Al Massira.

## Instal·lacions
L'aeroport resideix en una elevació de 89 peus (27 m) per sobre del nivell mitjà del mar. Té una pista d'aterratge designat 10/28 amb una superfície d'asfalt de 2,910 per 45 metres (9,547 × 148 ft).

## Incidents
El 3 d'agost de 1975 un Boeing 707 de Alia Royal Jordanian Airlines va colpejar un pic de la muntanya quan s'aproximava a l'aeroport d'Agadir. Tots els 188 passatgers i la tripulació van morir. És el pitjor de tots els incidentsva que implicava un 707.

## Segona Guerra Mundial
Durant la Segona Guerra Mundial, l'aeroport va ser utilitzat pel comando de transport aeri de les Forces Aèries de l'Exèrcit dels Estats Units com a centre de càrrega, trànsit d'aeronaus i personal del Nord Àfrica El Caire-Dakar. Funcionava com una parada de camí a l'aeroport de Marràqueix o l'aeroport de Dakhla, vora Villa Cisneros a l'Àfrica francesa del Nord. A més, es va fer una connexió aèria a l'aeroport d'Atar per a vols de càrrega i de personal.